# Штальберг (город в Германии)
Штальберг (нем. Stahlberg) — община в Германии, в земле Рейнланд-Пфальц.
Входит в состав района Доннерсберг. Подчиняется управлению Роккенхаузен. Население составляет 180 человек (на 31 декабря 2010 года). Занимает площадь 2,59 км².